# Seagram
Seagram Company Ltd. var ett stort kanadensiskt företag inom spritbranschen med huvudkontor i Montreal, som existerade till år 2000. Mot slutet av Seagrams existens var företaget också verksamt inom underhållning och andra affärsområden. De verksamheter som tidigare ingick i Seagram har efter 2000 delats upp på flera olika ägare, bland annat The Coca-Cola Company, Diageo, och Pernod Ricard.

## Historik

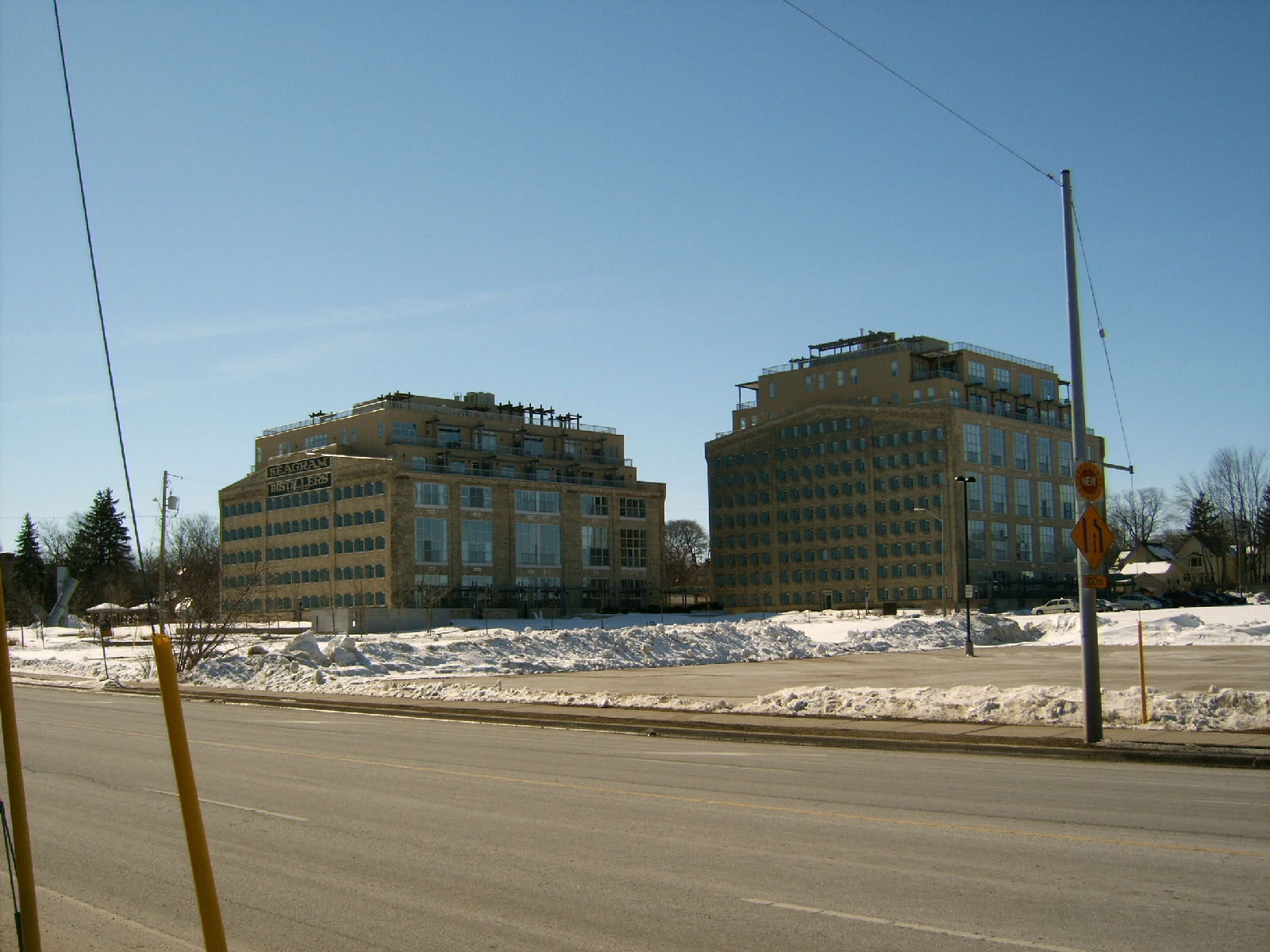
Seagrams destilleribyggnader i Waterloo.

Seagrams historik tog sin början med ett destilleri i Waterloo i Ontario och grundades 1857. Joseph E. Seagram blev delägare i detta destilleri 1869 och ensamägare 1883, och företaget fick namnet Joseph E. Seagram & Sons. Joseph E. Seagram levde till 1919.
Fler decennier senare grundade Samuel Bronfman företaget Distillers Corporation Limited i Montreal. Detta företag hade stor framgång under 1920-talet på grund av förbudstiden i USA, då många köpte spritdrycker i Kanada för att smuggla dem till USA, med de kanadensiska säljarnas goda minne, och i vissa fall aktiva medverkan. 1928 köptes Joseph E. Seagram & Sons av Distillers Corporation, och antog Seagram-namnet. När förbudstiden i USA upphörde 1933, var detta nya Bronfman-ägda Seagram väl positionerat för att sälja på den nya legala USA-marknaden, och åtnjöt stor framgång.
Efter Samuel Bronfmans död 1971, blev Edgar M. Bronfman koncernchef till juni 1994, då hans son Edgar Bronfman, Jr. tog över.
Från 1950-talet ägdes det mesta av familjen Bronfmans innehav i Distillers-Seagrams via holdingbolaget Cemp Investments, som ägdes av Samuel Bronfmans fyra barn.
Efter en strävan att diversifiera koncernen försökte Seagram 1981 köpa Conoco Inc., ett stort olje- och gasföretag i USA. En budstrid mot DuPont uppstod efter att Seagram hade köpt 32,2 % av Conoco, och Seagram förlorade även om de till följd av detta blev ägare till 24,3 % av DuPont. 1995 hade Seagram den största enskilda aktieposten i DuPont.
År 1987 köpte Seagrams den franske konjaksproducenten Martell & Cie för 1,2 miljarder USA-dollar.
År 1995 ville Edgar Bronfman, Jr. ta företaget in i film- och underhållningsbranschen. 6 april 1995 tillkännagavs en återköpsaffär där DuPont skulle köpa tillbaka Seagrams aktieinnehav för 9 miljarder dollar. Affären fick kritik av marknadsbedömare eftersom innehavet i DuPont stod för 70 % av Seagrams vinst. Bronfman, Jr., använde intäkterna från denna affär för att köpa en stor aktiepost i Music Corporation of America (MCA), vars innehav inkluderade Universal Studios och dess temaparker. Senare köpte Seagram även PolyGram och Deutsche Grammophon.
Diversifieringen ledde till ekonomiska problem och 2000 sålde Bronfman, Jr ett större innehav i Seagrams underhållningsdivision till Vivendi, och dryckesverksamheten till Pernod Ricard och Diageo, som delade upp varumärkena mellan sig. När Vivendi, som enbart var intresserad av underhållningsdelen, började auktionera bort Seagrams dryckesverksamhet bestod den av runt 250 varumärken.
År 2002 köpte The Coca-Cola Company Seagrams alkoholfria dryckesverksamhet (som bl.a. inkluderade ginger ale, tonic water, club soda och seltzer water) från Pernod Ricard och Diageo, och ingick ett långsiktigt avtal med Pernod Ricard om att få utnyttja namnet Seagram's på produkterna.
19 april 2006 tillkännagav Pernod Ricard att de skulle lägga ner det tidigare Seagram-destilleriet i Lawrenceburg i Indiana. Istället såldes det 2007 till CL Financial, ett holdingbolag i Trinidad och Tobago som senare gick i konkurs. De drev destilleriet under namnet Lawrenceburg Distillers Indiana. I december 2011 köptes destilleriet av MGP Ingredients, ett företag med huvudkontor i Atchison i Kansas. Destilleriets namn är MGP Indiana och fortsätter att producera råvara till whiskyn Seagram's Seven Crown som ägs av Diageo.
I en intervju 2013 för The Globe and Mail betecknade Charles Bronfman (farbror till Bronfman, Jr.) de beslut som ledde till att Seagram upphörde som en katastrof och familjetragedi.

## Seagram Museum
Seagram Museum öppnade som museum 1984 i det ursprungliga Seagram-destilleriet i Waterloo, men stängde 1997 på grund av brist på pengar. Byggnaden inrymmer numera Centre for International Governance Innovation. De ursprungliga två lagerbyggnaderna för whiskyfat har byggts om till lägenheter under namnet Seagram Lofts condominiums. På tidigare obebyggd mark på området uppfördes Balsillie School of International Affairs under 2009–2010.

## Byggnader

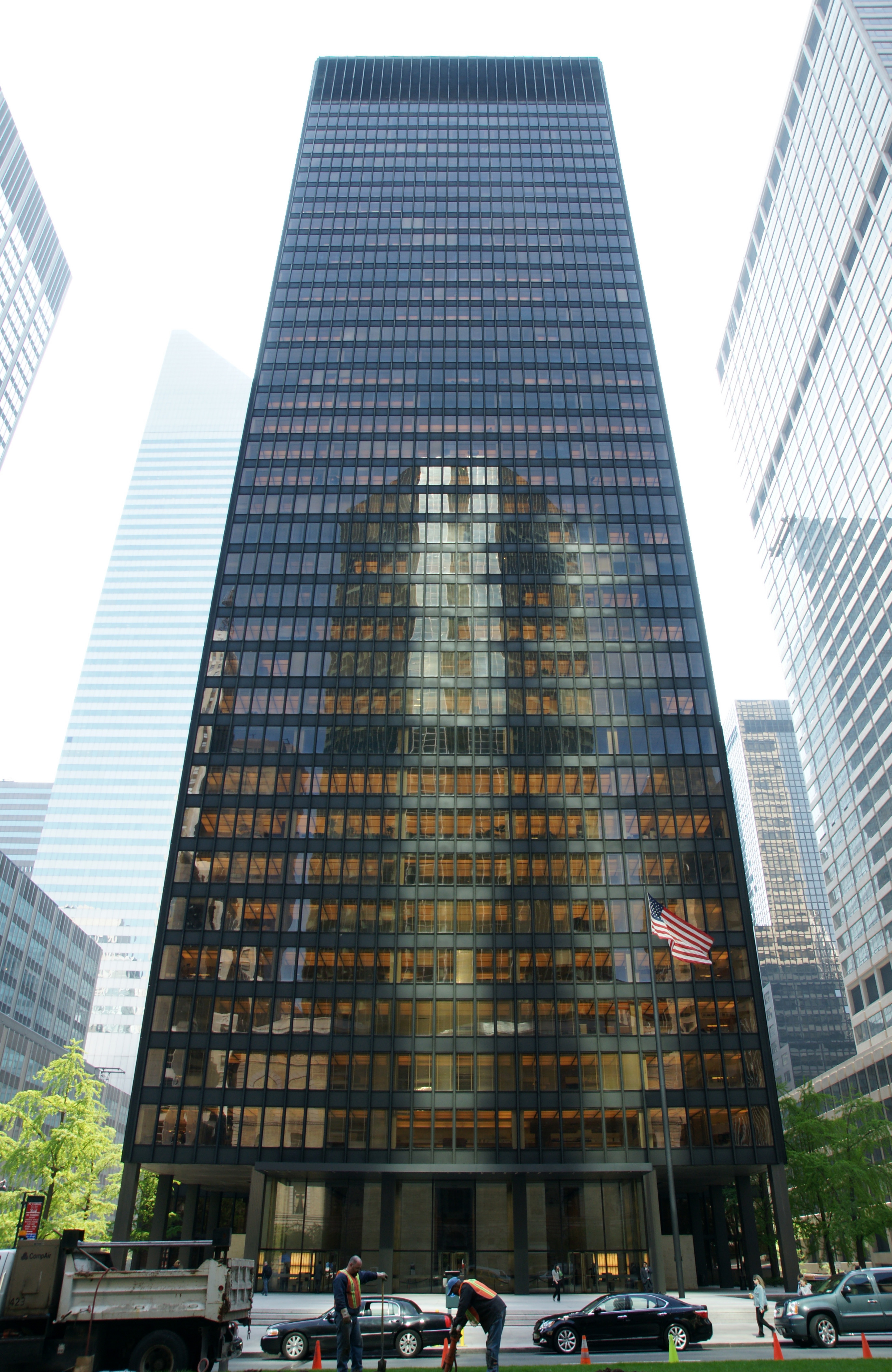
Seagram Building i New York.

Seagram Building i New York användes som företagets huvudkontor i USA, och ritades av arkitekten Ludwig Mies van der Rohe tillsammans med Philip Johnson. Seagrams tidigare huvudkontor i Montreal tillhör McGill University, och går under namnet Martlet House.